# Presidenti della Provincia di Varese
Elenco dei presidenti dell'amministrazione provinciale di Varese.

## Regno d'Italia (1927-1946)

### Presidi del Rettorato (1927-1945)
| Nº | Nº | Ritratto | Nome                                             | Mandato          | Mandato          | Partito                       |
| Nº | Nº | Ritratto | Nome                                             | Inizio           | Fine             | Partito                       |
| -- | -- | -------- | ------------------------------------------------ | ---------------- | ---------------- | ----------------------------- |
| –  |    |          | Aldo Bonfiglio (Regio commissario straordinario) | 31 marzo 1927    | 19 maggio 1929   | —                             |
| 1  |    |          | Giovanni Puricelli                               | 19 maggio 1929   | 20 dicembre 1943 | Partito Nazionale Fascista    |
| 2  |    |          | Giuseppe Bruni                                   | 20 dicembre 1943 | 20 maggio 1944   | Partito Fascista Repubblicano |
| –  |    |          | Decio Jodice Boffillo (Commissario prefettizio)  | 20 maggio 1944   | 26 aprile 1945   | —                             |

## Italia repubblicana (dal 1946)

### Presidenti della Deputazione provinciale (1945-1951)
| Nº | Nº | Ritratto | Nome                | Mandato        | Mandato        | Partito                     |
| Nº | Nº | Ritratto | Nome                | Inizio         | Fine           | Partito                     |
| -- | -- | -------- | ------------------- | -------------- | -------------- | --------------------------- |
| 1  |    |          | Luigi Roncari       | 26 aprile 1945 | 1º marzo 1948  | Partito Socialista Italiano |
| 2  |    |          | Gerolamo Piccinelli | 1º marzo 1948  | 24 maggio 1948 |                             |
| 3  |    |          | Luciano Vignati     | 24 maggio 1948 | 19 giugno 1951 |                             |

### Presidenti della Provincia (dal 1951)

#### Eletti dal Consiglio provinciale (1951-1993)
| Nº | Nº | Ritratto | Nome                                      | Mandato           | Mandato           | Partito                                 |
| Nº | Nº | Ritratto | Nome                                      | Inizio            | Fine              | Partito                                 |
| -- | -- | -------- | ----------------------------------------- | ----------------- | ----------------- | --------------------------------------- |
| 1  |    |          | Guido Sironi                              | 19 giugno 1951    | 4 settembre 1952  | Democrazia Cristiana                    |
| 2  |    |          | Noè Pajetta                               | 4 settembre 1952  | 26 giugno 1956    | Democrazia Cristiana                    |
| 3  |    |          | Aristide Marchetti                        | 26 giugno 1956    | 4 agosto 1962     | Democrazia Cristiana                    |
| 4  |    |          | Fausto Franchi                            | 4 agosto 1962     | 28 settembre 1975 | Democrazia Cristiana                    |
| 5  |    |          | Attilio Spozio                            | 28 settembre 1975 | 10 aprile 1979    | Partito Socialista Italiano             |
| 6  |    |          | Giovanni Marchesi                         | 10 aprile 1979    | 16 settembre 1980 | Partito Socialista Democratico Italiano |
| 7  |    |          | Alfonso Spozio                            | 16 settembre 1980 | 23 luglio 1990    | Partito Socialista Italiano             |
| 8  |    |          | Vittorio Minelli                          | 23 luglio 1990    | 3 agosto 1992     | Democrazia Cristiana                    |
| 9  |    |          | Maria Fiorina Ripamonti                   | 3 agosto 1992     | 3 agosto 1993     | Partito Democratico della Sinistra      |
| –  |    |          | Armando Levante (Commissario prefettizio) | 3 agosto 1993     | 11 dicembre 1993  | —                                       |

#### Eletti direttamente dai cittadini (1993-2014)
| Nº | Nº                                      | Ritratto         | Nome                                    | Mandato          | Mandato        | Partito   | Elezione |
| Nº | Nº                                      | Ritratto         | Nome                                    | Inizio           | Fine           | Partito   | Elezione |
| -- | --------------------------------------- | ---------------- | --------------------------------------- | ---------------- | -------------- | --------- | -------- |
| 10 |                                         |                  | Massimo Ferrario                        | 11 dicembre 1993 | 1997           | Lega Nord | 1993     |
| 10 | 1997                                    | 26 maggio 2002   | Massimo Ferrario                        | 1997             |                | Lega Nord |          |
| 11 |                                         |                  | Marco Reguzzoni                         | 26 maggio 2002   | 2007           | Lega Nord | 2002     |
| 11 | 2007                                    | 26 febbraio 2008 | Marco Reguzzoni                         | 2007             |                | Lega Nord |          |
| –  |                                         |                  | Guido Iadanza (Commissario prefettizio) | 26 febbraio 2008 | 15 aprile 2008 | —         | —        |
| 12 |                                         |                  | Dario Galli                             | 15 aprile 2008   | 22 aprile 2013 | Lega Nord | 2008     |
| –  | Dario Galli (Commissario straordinario) | 22 aprile 2013   | 13 ottobre 2014                         | —                |                | Lega Nord |          |

#### Eletti dai sindaci e consiglieri della provincia (dal 2014)
| Nº | Ritratto | Ritratto | Nome                   | Mandato         | Mandato         | Partito                        | Elezione |
| Nº | Ritratto | Ritratto | Nome                   | Inizio          | Fine            | Partito                        | Elezione |
| -- | -------- | -------- | ---------------------- | --------------- | --------------- | ------------------------------ | -------- |
| 13 |          |          | Nicola Gunnar Vincenzi | 13 ottobre 2014 | 31 ottobre 2018 | Partito Democratico            | 2014     |
| 14 |          |          | Emanuele Antonelli     | 31 ottobre 2018 | 29 gennaio 2023 | Forza Italia Fratelli d'Italia | 2018     |
| 15 |          |          | Marco Magrini          | 29 gennaio 2023 | in carica       | Lista civica                   | 2023     |